# Boy Gé Mendes
Gerard Mendes, más conocido como Boy Gé Mendes es un cantante y músico de Cabo Verde. Nació en Dakar, Senegal y se crio en una comunidad de una ciudad de Cabo Verde. Cuando era niño, se crio en un hogar lleno de sonidos del morna nativa y coladeira. Pero él también fue expuesto a la música de su tierra de adopción y a la música de Malí, Guinea al oeste de otros países africanos. Su carrera incluye música antigua, incluso cantando rock, rhythm & blues y música cubana, que eran todos los géneros populares en Senegal en su momento. Mendes finalmente se estableció en Francia, donde se asoció con su hermano Jean-Claude, Manu Lima, y Luis Silva para formar el Cabo Verde Show, una de las bandas más populares de Cabo Verde de todos los tiempos.